# Skate Canada International 2015
Skate Canada International 2015 – drugie w kolejności zawody łyżwiarstwa figurowego z cyklu Grand Prix 2015/2016. Zawody rozgrywano od 30 października do 1 listopada 2015 roku w hali Enmax Centre w Lethbridge.
Zwycięzcą wśród solistów został reprezentant gospodarzy Patrick Chan. W rywalizacji kobiet triumfowała Ashley Wagner. Wśród par sportowych wygrali gospodarze Meagan Duhamel i Eric Radford. W rywalizacji par tanecznych tytuł wywalczyli Kaitlyn Weaver i Andrew Poje.

## Wyniki

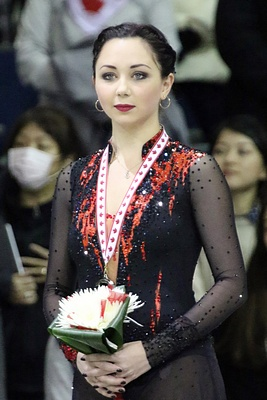
Zdobywczyni 2. miejsca w konkurencji solistek – Jelizawieta Tuktamyszewa (RUS)

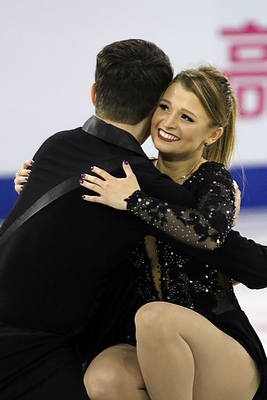
Zdobywcy 3. miejsca w parach sportowych – Moore-Towers / Marinaro (CAN)

### Soliści
| Poz. | Zawodnik          | Nota łączna | SP | SP    | FS | FS     |
| ---- | ----------------- | ----------- | -- | ----- | -- | ------ |
| 1    | Patrick Chan      | 271,14      | 2  | 80,81 | 1  | 190,33 |
| 2    | Yuzuru Hanyū      | 259,54      | 6  | 73,25 | 2  | 186,29 |
| 3    | Daisuke Murakami  | 252,25      | 1  | 80,88 | 3  | 171,37 |
| 4    | Adam Rippon       | 239,69      | 3  | 80,36 | 5  | 159,33 |
| 5    | Nam Nguyen        | 238,82      | 4  | 76,10 | 4  | 162,72 |
| 6    | Aleksandr Pietrow | 221,02      | 7  | 71,44 | 7  | 149,58 |
| 7    | Timothy Dolensky  | 219,06      | 11 | 62,46 | 6  | 156,60 |
| 8    | Michal Březina    | 218,58      | 5  | 75,46 | 8  | 143,12 |
| 9    | Kim Jin-seo       | 195,84      | 8  | 68,64 | 10 | 127,20 |
| 10   | Sei Kawahara      | 195,21      | 9  | 67,36 | 9  | 127,85 |
| 11   | Keegan Messing    | 182,25      | 10 | 67,13 | 11 | 115,12 |
| 12   | Lee June-hyoung   | 152,05      | 12 | 47,19 | 12 | 104,86 |

### Solistki
| Poz. | Zawodniczka              | Nota łączna | SP | SP    | FS | FS     |
| ---- | ------------------------ | ----------- | -- | ----- | -- | ------ |
| 1    | Ashley Wagner            | 202,52      | 1  | 70,73 | 2  | 131,79 |
| 2    | Jelizawieta Tuktamyszewa | 188,99      | 7  | 55,37 | 1  | 133,62 |
| 3    | Yuka Nagai               | 172,92      | 2  | 63,35 | 7  | 109,57 |
| 4    | Kanako Murakami          | 171,59      | 3  | 59,79 | 6  | 111,80 |
| 5    | Gabrielle Daleman        | 170,33      | 8  | 54,13 | 3  | 116,20 |
| 6    | Polina Edmunds           | 168,69      | 5  | 56,85 | 5  | 111,84 |
| 7    | Elizabet Tursynbajewa    | 165,16      | 12 | 49,84 | 4  | 115,32 |
| 8    | Alona Leonowa            | 160,37      | 10 | 52,08 | 8  | 108,29 |
| 9    | Joshi Helgesson          | 155,70      | 6  | 56,26 | 10 | 99,44  |
| 10   | Véronik Mallet           | 151,85      | 9  | 52,17 | 9  | 99,68  |
| 11   | Kaetlyn Osmond           | 146,06      | 4  | 59,21 | 12 | 86,85  |
| 12   | Isabelle Olsson          | 141,58      | 11 | 50,23 | 11 | 91,35  |

### Pary sportowe
| Poz. | Zawodnicy                               | Nota łączna | SP | SP    | FS  | FS     |
| ---- | --------------------------------------- | ----------- | -- | ----- | --- | ------ |
| 1    | Meagan Duhamel / Eric Radford           | 216,16      | 1  | 72,46 | 1   | 143,70 |
| 2    | Jewgienija Tarasowa / Władimir Morozow  | 191,19      | 2  | 64,00 | 2   | 127,19 |
| 3    | Kirsten Moore-Towers / Michael Marinaro | 174,85      | 3  | 63,17 | 3   | 111,68 |
| 4    | Marissa Castelli / Mervin Tran          | 173,40      | 4  | 61,85 | 4   | 111,55 |
| 5    | Wiera Bazarowa / Andriej Dieputat       | 156,15      | 5  | 57,02 | 6   | 99,13  |
| 6    | Miriam Ziegler / Severin Kiefer         | 153,29      | 7  | 49,95 | 5   | 103,34 |
| 7    | Vanessa Grenier / Maxime Deschamps      | 144,15      | 8  | 45,45 | 7   | 98,70  |
| WD   | Valentina Marchei / Ondřej Hotárek      | DNF         | 6  | 54,00 | DNF | DNF    |

### Pary taneczne
| Poz. | Zawodnicy                                     | Nota łączna | SD | SD    | FD | FD     |
| ---- | --------------------------------------------- | ----------- | -- | ----- | -- | ------ |
| 1    | Kaitlyn Weaver / Andrew Poje                  | 173,79      | 1  | 68,00 | 1  | 105,79 |
| 2    | Maia Shibutani / Alex Shibutani               | 168,36      | 2  | 66,00 | 2  | 102,36 |
| 3    | Jekatierina Bobrowa / Dmitrij Sołowjow        | 161,11      | 3  | 64,38 | 3  | 96,73  |
| 4    | Charlène Guignard / Marco Fabbri              | 154,74      | 4  | 61,29 | 4  | 93,45  |
| 5    | Ksienija Mońko / Kiriłł Chalawin              | 147,57      | 6  | 57,44 | 5  | 90,13  |
| 6    | Alexandra Paul / Mitchell Islam               | 143,92      | 5  | 57,55 | 6  | 86,37  |
| 7    | Laurence Fournier Beaudry / Nikolaj Sørensen  | 134,94      | 7  | 53,65 | 8  | 81,29  |
| 8    | Élisabeth Paradis / François-Xavier Ouellette | 131,05      | 8  | 47,77 | 7  | 83,28  |